# Eddie Lee Ivery
Eddie Lee Ivery (Contea di McDuffie, 30 luglio 1957) è un ex giocatore di football americano statunitense che ha militato nel ruolo di running back nella National Football League (NFL).

## Carriera
Al college Alexander giocò a football a LSU dove fu premiato come All-American dall'Associated Press e si piazzò ottavo nelle votazioni dell'Heisman Trophy. Fu scelto dai Green Bay Packers nel corso del primo giro (quindicesimo assoluto) del Draft NFL 1979. Vi giocò per tutta la carriera professionistica, prima di essere costretto al ritiro nel 1986 per un infortunio alla gamba.